# 314
314（三百十四、三一四、さんびゃくじゅうよん、さんびゃくじゅうし）は、自然数または整数において、313の次で315の前の数である。

## 性質
- 314は合成数であり、約数は 1, 2, 157, 314 である。
  - 約数の和は474。
    - 約数の和が回文数になる27番目の数である。1つ前は300、次は325。(オンライン整数列大辞典の数列 A028980)
- 314/100 = 3.14 は円周率 π の近似値であり、円周率の近似値といえば、一般に 3.14 のことを指す。
- 100番目の半素数である。1つ前は309、次は319。
- 3142 + 1 = 98597 であり、n2 + 1 の形で素数を生む51番目の数である。1つ前は306、次は326。
- 約数の和が314になる数は1個ある。(313) 約数の和1個で表せる65番目の数である。1つ前は307、次は318。
- 各位の和が8になる26番目の数である。1つ前は305、次は323。
- 314 = 52 + 172
  - 異なる2つの平方数の和で表せる95番目の数である。1つ前は313、次は317。(オンライン整数列大辞典の数列 A004431)
- 314 = 12 + 122 + 132 = 32 + 42 + 172 = 32 + 72 + 162 = 52 + 82 + 152 = 72 + 112 + 122 = 82 + 92 + 132
  - 3つの平方数の和6通りで表せる4番目の数である。1つ前は306、次は321。(オンライン整数列大辞典の数列 A025326)
  - 異なる3つの平方数の和6通りで表せる最小の数である。次は329。(オンライン整数列大辞典の数列 A025344)
  - 異なる3つの平方数の和 n 通りで表せる最小の数である。1つ前の5通りは206、次の7通りは341。(オンライン整数列大辞典の数列 A025415)
- 314 = 43 + 53 + 53
  - 3つの正の数の立方数の和1通りで表せる41番目の数である。1つ前は307、次は342。(オンライン整数列大辞典の数列 A025395)
- 314 = 2 × (122 + 12 + 1) = 2 × (132 − 13 + 1)
  - n = 12 のときの 2(n2 + n + 1) の値とみたとき1つ前は266、次は366。(オンライン整数列大辞典の数列 A051890)

## その他 314 に関連すること
- 西暦314年
- 紀元前314年
- 3月14日は円周率の日であり、ホワイトデーでもある。
- 年始から数えて314日目は11月10日、閏年は11月9日。
- UFC 314
- ボーイング314
- パシフィック・ウエスタン航空314便着陸失敗事故
- シャーク (USS Shark, SS-314) は、アメリカ海軍の潜水艦。
- エンブラエル EMB-314
- 第314爆撃団